# Ernst Wittern
Ludwig Ernst Friedrich Wittern (* 4. Februar 1867 in Westerau; † 21. Oktober 1950 in Lübeck) war Rechtsanwalt und Notar sowie Mitglied der Bürgerschaft der Freien und Hansestadt Lübeck.

## Leben
Ernst Wittern wuchs in einfachen Verhältnissen als Sohn eines Bauern im Lübecker Stadtstiftsdorf Westerau auf. 1889 begann er mit dem Jura-Studium in Berlin. 1893 legte er die Referendarprüfung am Hanseatischen Oberlandesgericht in Hamburg ab, im gleichen Jahr wurde er von der Juristischen Fakultät der Universität Jena zum Dr. jur. promoviert.
Seine Referendarzeit verbrachte er zum Teil in der Kanzlei von Emil Ferdinand Fehling in Lübeck. 1897 trat er als Sozius in die Anwaltskanzlei des späteren Senators Julius Vermehren in Lübeck ein.
Durch seine Heirat mit Olga Maria Maret am 11. Juli 1900 wurde Max Linde, der seinerzeit bedeutendste Kunstsammler und -mäzen Lübecks, sein Schwager. Schon seit 1894 war Wittern Mitglied im Verein von Kunstfreunden, einer Tochter der Gesellschaft zur Beförderung gemeinnütziger Tätigkeit.
1901 gelang es ihm, die in Konkurs gegangenen diakonischen Anstalten Kropp seines Cousins Johannes Paulsen durch einen Vergleich zu retten.
1902 gab er Henry van de Velde den Auftrag zur Einrichtung seines Arbeitszimmers im Hause Königstraße 39. Beim Umzug in ein größeres Büro 1908 in der Königstraße 57 wurde van de Velde auch mit der Gestaltung dieser Räume beauftragt. Die Mehrzahl der Möbel sind im Gegensatz zu den Räumlichkeiten bis heute erhalten.
1904 wurde Emil Possehl Witterns Klient. Wittern empfahl van de Velde an Possehl zum Umbau von dessen Travemünder Sommerhaus und versuchte auch, ihn in die Ausschreibung für den Neubau des Stadttheaters miteinzubeziehen, das jedoch dann nach den Plänen von Martin Dülfer gebaut wurde, weil Possehl und van de Velde sich wegen der von Possehl vorgenommenen Veränderungen des Sommerhauses zerstritten hatten.
Auch bei der Gestaltung seines Privathauses, das Wittern 1905 in der Brehmerstraße 16 erworben hatte, lieferte van de Velde Pläne für die Einrichtung. Davon wurde jedoch nur ein kleiner Teil verwirklicht: zwei Räume, die nicht erhalten sind.
Seit 1903 war Wittern Mitglied der Lübecker Bürgerschaft. Seine politischen Ansichten scheinen dabei immer weiter in das völkische Lager gedriftet zu sein. 1919–1921 ist er als Abgeordneter der Deutschnationalen Volkspartei verzeichnet, von 1924 bis 1926 als „Völk.“, d. h. der Deutschvölkischen Freiheitspartei.
Die Einrichtung von Possehls Sommerhaus an der Travemünder Strandpromenade und die van-de-Velde-Möbel aus dem Nachlass Witterns befinden sich heute im Museum für Kunst und Gewerbe in Hamburg.

## Schriften
- Eine Stellungnahme im Kampfe der Parteien: Das ganze Deutschland über jede Partei! Vortrag von Wittern, geh. am 6. Jan. 1919. [Nebst] Geleitwort von Ohnesorge. Lübeck: Schmidt 1919
- Moses Salomon – Prof. Dr. Georg Rosenthal, Direktor am Katharineum zu Lübeck. Lübeck: O. Wessel, 1922